# Power Over Ethernet
O padrão IEEE 802.3af descreve a tecnologia Power over Ethernet - PoE que permite transmissão de energia elétrica juntamente com os dados para um dispositivo remoto, através do cabo de par trançado padrão em uma rede Ethernet.
Esta tecnologia é útil para fornecer energia a telefones IP, ponto de acesso de redes sem fio, câmeras de rede, switches remotos, dispositivos embarcados, bem como a outros equipamentos para os quais pode ser inconveniente, caro, ou até mesmo impraticável fornecer energia em separado. A tecnologia é, de certo modo, semelhante aos telefones comuns, que também recebem uma corrente com tensão de 48v (usada para alimentar o aparelho) e o sinal de voz (ainda que analógicos) através do mesmo cabo.
Existem vários termos usados para descrever este recurso. As expressões Power over Ethernet (PoE), Power over LAN (PoL), e Inline Power são sinônimos para descrever o fornecimento de energia para dispositivos conectados pelas portas Ethernet sem necessitar de nenhuma modificação no cabeamento.
Existem outras implementações do PoE, incluindo técnicas ad-hoc, porém é fortemente recomendado que se utilize o padrão IEEE 802.3af.

## Arquitetura
De acordo com o padrão (802.3af), dois dos quatro pares do cabo de par trançado padrão são usados para transmitir energia elétrica com tensão de 48v e corrente de até 400mA, usando  o  próprio  cabo  de  rede Ethernet para enviar o sinal elétrico para  dispositivos do outro lado do cabo, eliminando a necessidade de usar uma fonte de alimentação separada. O que, depois de calculado todas as perdas, resulta em um fornecimento de energia de até 12.95w. Esta suficiente para alimentar pontos de acesso e até um notebook de baixo consumo.
Um sistema especial de modulação capacita os pares que transmitem energia sejam também usados para transmitir dados, permitindo assim seu uso em conjunto com dispositivos Gigabit Ethernet.
Com o passar do tempo, nasceu uma norma internacional para regulamentar o uso do padrão, dando origem ao padrão IEEE 802.3af, ratificado em 2005, que já é suportado por diversos produtos.

## Utilização
Existem três opções de utilização:
1. Utilizar um injetor junto com um divisor posicionados entre o switch e o dispositivo irá receber a energia. O injetor é ligado na tomada e transmite energia via cabo, enquanto o divisor separa a corrente elétrica do sinal de rede, oferecendo dois conectores ao dispositivo: um conector de rede e um conector de energia, ligado no lugar da fonte:
Usar o injetor + divisor é a solução mais simples, pois não precisará mexer na estrutura da rede, porem não é necessariamente a mais barata, já que precisará comprar dois dispositivos para cada aparelho que receberá energia.
2. mais viável para situações em que você queira usar o PoE para vários dispositivos é usar diretamente um PoE Switch (capaz de enviar energia em todas as portas) e apenas pontos de acesso e outros dispositivos compatíveis, eliminando a necessidade de usar injetores e divisores
O switch é capaz de detectar se o dispositivo ligado na outra ponta do cabo possui suporte ao PoE, através da medição da resistência. Após isso, é iniciado a transmissão de corrente. Isso permite que você conecte também dispositivos normais ao switch, sem risco de queimá-los.
3. Existe também as soluções híbridas, combinando um ponto de acesso com suporte nativo ao PoE com um switch comum. Nesse caso, precisará apenas do injetor, pois o dispositivo recebe corrente diretamente através do cabo de rede.
Há vários estudos e implementações utilizando esse padrão, nesse tipo de comunicação, o canal transmissor e receptor pode trafegar as informações, simultaneamente, no meio de transmissão, utilizando o conceito de modulação em amplitude sobreposta ao nível contínuo de alimentação dos módulos de campo. Assim, o sinal de comunicação sofreria uma modulação para ser transmitido ou recebido por um elemento da rede. A norma IEEE 802.3af regulamenta todo este conceito de PoE. Esta norma descreve que a alimentação deve estar entre 44Vcc e 57Vcc (48Vcc é a (tensão nominal) e a potência do sinal deve ser, no máximo, de 15.4W (máximo de 350mA para a tensão de alimentação de 44Vcc; 0,35A * 44V = 15,4W).

## Objetivos
Esta tecnologia tem como objetivo a comunicação full-duplex (onde se dobra a taxa de transmissão, pois ocorre comunicação simultânea nos dois sentidos, recepção e transmissão simultaneamente). No modo full-duplex os canais de transmissão e recepção estão  separados fisicamente no cabo da rede (dois pares) e a alimentação de 48Vcc em outros dois pares. Normalmente, não  se  utiliza tensão de  48Vcc na automação,  sendo  mais comum o uso de tensões de 24Vcc ou  12Vcc. Assim, é necessário o uso de um conversor DC/DC para  transformar  o  sinal de 48Vcc para outro qualquer. A grande desvantagem dessa configuração é a necessidade de polaridade nos terminais de alimentação, a fim de diferenciar os sinais, em modulação em amplitude,positivos e negativos.
A configuração em modo half-duplex (comunicação em dois sentidos, recepção e transmissão, mas não simultaneamente). Nesse modo, o cabo é comum tanto para a alimentação quanto para a comunicação, não necessitando de uma polaridade específica nos terminais. É necessária uma modulação em amplitude sobre a alimentação para não interferir no sinal de comunicação trafegado no cabo. O sinal de comunicação trafega apenas em um sentido, devido o mesmo meio transmitir e receber o sinal. O grande problema dessa configuração é garantir o isolamento mínimo requerido entre a alimentação e a comunicação, que pela IEEE 802.3af é de 1500Vac.
Atualmente, já há a comercialização de equipamentos PSE (Power Sourcing Equipments) que são responsáveis pela geração da tensão e da corrente de alimentação para os dispositivos de campo PD(Powered Device)responsáveis pela conversão da tensão principal em outro nível desejado (conversor DC/DC). Que  pode  ser encontrado no mercado.

## Conclusão
O artigo evidência as tecnologias inovadoras do mercado de redes, mostra o funcionamento e as características de alguns elementos imprescindíveis para a comunicação de dados, como: switchs industriais ou de baixa complexidade operacional, cabos e conectores especiais. Além disso, mostra o funcionamento básico do padrão PoE para tráfego de comunicação e alimentação em um único cabo. Atualmente, o PoE é utilizado  para alimentar pontos de acesso instalados em locais remotos. A nova versão do padrão pode aumentar sua área de atuação. O padrão IEEE 802.3at, ou PoE+, em desenvolvimento desde 2005 IEEE 802.3at aumentará a  capacidade de transmissão para até 60 watts, o que permitirá que o PoE seja usado para alimentar cargas de maiores consumos no meio industrial. Isso poderá acarretar a uma revolução, pois os equipamentos receberão energia já estabilizada e convertida para DC (corrente  contínua) diretamente através do cabo de rede, sem necessidade de utilizar uma fonte de alimentação externa.